# Lammily
Lammily ist ein Kunst- bzw. Marketingprojekt des Künstlers Nickolay Lamm aus dem Jahre 2013. Es wird als Alternative zur bekannten Barbie-Puppe von Mattel hergestellt, die sich im Design zwar an diese anlehnt, im Unterschied orientiert Lamm sich bei dieser Puppe jedoch nicht an kritisierten Schönheitsidealen, sondern an den körperlichen Durchschnittsmaßen einer 19-jährigen Amerikanerin. Starke Resonanz erhielt das Projekt sowohl in den neuen Medien als auch in der internationalen Presse. Positive Würdigungen knüpften an Debatten über gesellschaftliche Rollenbilder und Schönheitsideale an.

## Kunstprojekt
Lammily wurde 2013 als Kunstprojekt entwickelt, das Nickolay Lamm in kritischer Auseinandersetzung mit dem unrealistischen Schönheitsideal der Barbie entwarf. Zunächst hatte Lamm der Barbiepuppe nur am Computer per Bildbearbeitung realistischere Proportionen gegeben. Ein später hergestellter dreidimensionaler Prototyp basierte auf offiziellen Daten der amerikanischen Gesundheitsbehörde Centers for Disease Control and Prevention und wurde mit Hilfe eines 3D-Druckers hergestellt. Neben den realistischen Körper- und Gesichtsmaßen ist die Puppe weniger stark geschminkt, hat einen Bauchnabel und breitere, flachere Füße, so dass sie ohne hochhackige, enge Schuhe stehen kann.
Nickolay Lamm bezieht sich bei dem Projekt auf eigene Erfahrungen mit einem schwachen Selbstwertgefühl und Unsicherheit bezüglich seines Aussehens in der Pubertät. Er reagiert insbesondere auch auf die Kritik an unrealistischen Schönheitsmaßstäben, die allgemein in der Öffentlichkeit und insbesondere durch Modepuppen vermittelt werden. Gerade Barbie wurde oft für „Schlankheitswahn“ bis hin zu Magersucht und Bulimie verantwortlich gemacht. Dass die Maße von Spielzeugpuppen tatsächlich Einfluss auf das Schönheitsideal von Kindern haben, konnte in empirischen Studien gezeigt werden. Bei einem Experiment hatte eine Gruppe von Mädchen mit Barbies, eine andere mit einer realistischeren Puppe gespielt. Nachher wünschte sich die Barbie-Gruppe häufiger einen extrem schlanken Körper als die Kinder, die mit der realistischeren Puppe konfrontiert waren. Die Leiterin der Studie, Helga Dittmar von der University of Sussex, schrieb dazu in der APA-Fachzeitschrift Developmental Psychology: „Solche ultra-dünnen Figuren schwächen das Selbstwertgefühl der Mädchen und bewirken, dass sie mit ihrem eigenen Körper weniger zufrieden sind und dünner werden wollen“.
Lamms Kritik wird in der Presse in den Kontext der politischen und wissenschaftlichen Diskussion über Körperbilder und Geschlechterrollen gestellt. So wird Lamms Projekt mit einer Kampagne gegen Barbie durch die Frauenrechte-Organisation Pinkstinks Germany verglichen, ebenso mit der selbstkritischen Werbe-Kampagne von Unilever für ihre Marke „Dove“ oder mit anderen Kunstprojekten, in denen auf die Möglichkeiten hingewiesen wird, in Werbebildern mit Hilfe der Bildbearbeitungssoftware Photoshop das Aussehen von Models an kulturell geprägte, aber oft realitätsferne Schönheitsmaßstäbe anzupassen. Während sich diese Projekte mit dem verzerrten Körperbild der Modefotografie befassen, will Lamm den Unterschied zwischen den Proportionen typischer Modepuppen und realen menschlichen Körpern sichtbar machen. Damit knüpft Nickolay Lamm, der mit sechs Jahren mit seiner Mutter und seinen Brüdern aus Sankt Petersburg in die USA emigrierte, auch an eigene Kunstprojekte an, die sich typischerweise mit der digitalen Visualisierung gesellschaftlicher Probleme wie starken Unterschieden in der Einkommensverteilung oder globaler Erwärmung befassen.

## Serienproduktion und Marketing
Die starke Resonanz auf die im Internet gezeigten Vergleichsbilder zwischen Barbie und der Lammily-Puppe legten eine Serienproduktion nahe. Bei der Planung des Herstellungsprozesses, der Beschaffungsstrategie und der Auswahl der Zulieferer wurde Lamm, der an der University of Pittsburgh Marketing studiert hat, nach eigener Aussage durch Roger Rambeau unterstützt, der zuvor bei Mattel gearbeitet hatte. Auch das Design der Puppe wurde u. a. mit Hilfe anderer Familienmitglieder von Lamm angepasst, so hat Lammily nun dunkle, statt vorher, wie Barbie, blonde Haare, außerdem hat sie Gelenke an den Gliedmaßen, so dass sie den Eindruck eines aktiven und sportlichen Körpers vermittelt. In der Exclusive First Edition trägt sie eine Bluse, Shorts und weiße Turnschuhe.
Ermöglicht wurde die Produktion finanziell mit Hilfe von Crowdfunding und viralem Marketing über Youtube-Videos, die die Reaktion von Zweitklässlern auf die Puppe zeigen. Sie soll ab Ende November 2014 als Alternative zu Barbie erhältlich sein. Um das realistische Aussehen der Puppe noch zu steigern, können als Zubehör Aufkleber mit Aknepickeln, Cellulite oder Schwangerschaftsstreifen bestellt werden. Der zentrale Werbeslogan lautet „Durchschnittlichkeit ist schön“ (average is beautiful). Eines der erklärten Ziele von Lamm ist, dass die Puppe hilft, „sich stärker darauf zu konzentrieren, was Menschen tun, als wie sie aussehen“.
Beim Crowdfunding kamen am ersten Tag US$ 95.000 zusammen, nach einem Monat waren es $ 500.000. Die Kapitalgeber, viele davon Kanadier, haben dabei einen Anspruch auf die zuerst hergestellten Puppen, von denen bis Mitte November 2014 19.000 geordert wurden. Weitere 25.000 sollen noch vor Weihnachten 2014 zu einem Preis von umgerechnet etwa 20 Euro verfügbar sein und sind seit dem 28. November über den Onlineshop erhältlich.
Lamm möchte die Produktion auf weitere Puppen ausweiten. Bei seiner ersten Puppe habe er sich nicht speziell um Demographie oder Ethnizität, sondern bloß um realistischere Körpermaße gekümmert. Auf seiner Webseite kündigt er eine stärkere Berücksichtigung körperlicher und ethnischer Pluralität sowie männliche Puppen an.

## Mediale Resonanz
Über die Puppe wurde international in vielen Medien berichtet und anhaltend diskutiert. Eines seiner Videos über das Morphing von Barbie zu Lammily wurde nach einem Bericht des Marketing-Magazins Werben&Verkaufen innerhalb von 24 Stunden von fast 500.000 YouTube-Nutzern angesehen. Die Pressereaktionen waren überwiegend positiv. Die Kommentatorin Lionel Shriver der linksliberalen britischen Zeitung The Guardian äußerte sich jedoch dahingehend, dass Kinder die Botschaft, dass Schönheit nichts Außergewöhnliches sei, als unehrlich durchschauen würden. Das Konzept sei letztlich nur „gut gemeintes Geschwafel“. Arno Orzessek kommentierte für den Deutschlandfunk, dass sich die Vorstellungen von Schönheit und Emanzipation wandeln würden, und auch Barbie früher ein Ausdruck von Emanzipation gegenüber „dem konservativen Herd- und Heimchen-Frauenbild ihrer Geburtsjahre“ gewesen sei. Zudem bezweifelte er, dass der Durchschnitt der amerikanischen Bevölkerung als pädagogisches Vorbild für eine gesunde Lebensweise dienen könne. Dagegen stellte die Journalistin Victoria Richards in The Independent heraus, dass Lammily als ein wichtiger Schritt im Kampf gegen den allgegenwärtigen Druck gesehen werden könne, ein unrealistisches weibliches Schönheitsideal zu erreichen.